# Johannes Plücker (Politiker, 1733)

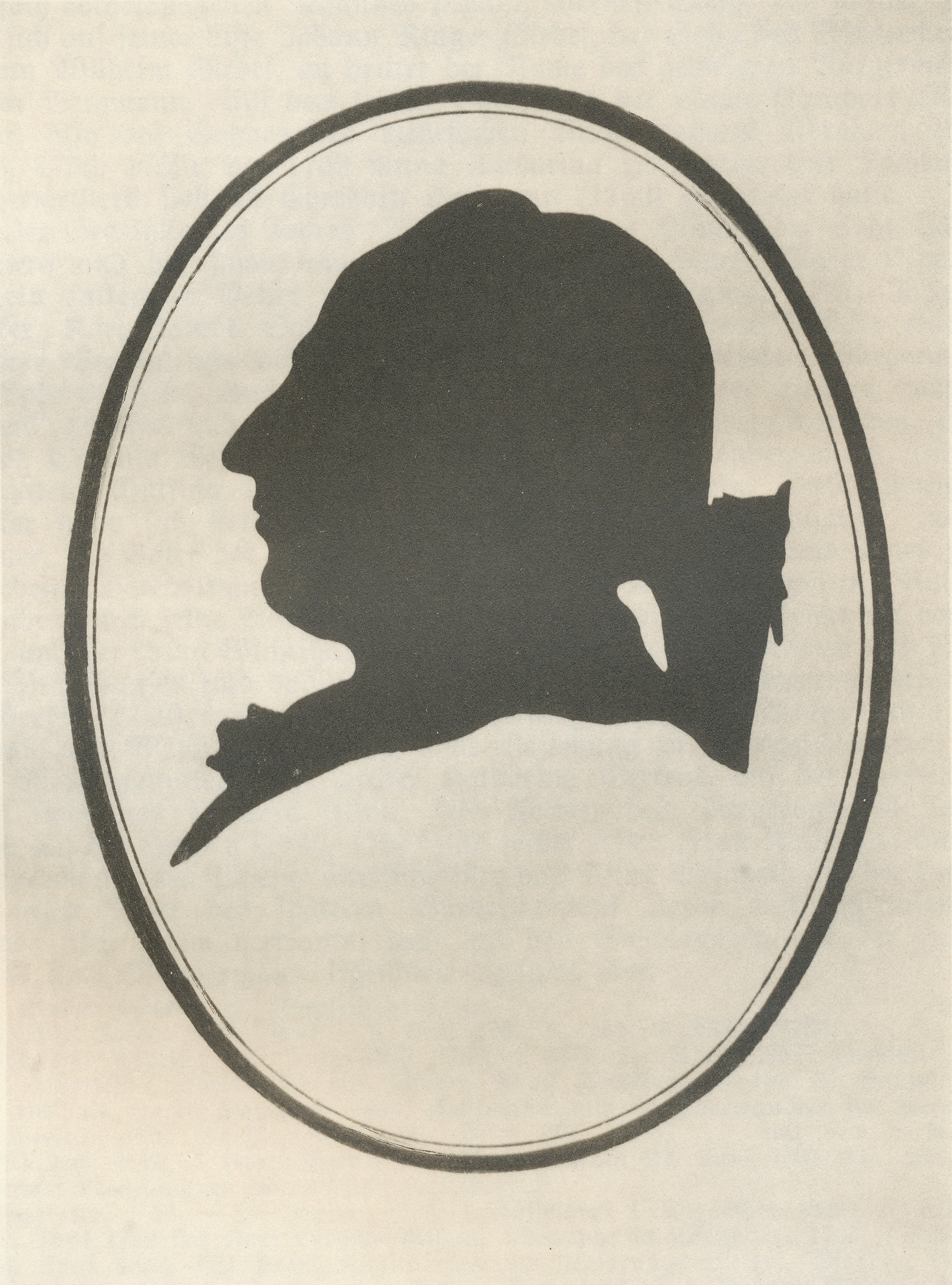
Johannes Plücker

Johannes Plücker (* 6. Juni 1733 in Elberfeld (heute Stadtteil von Wuppertal); † 3. April 1796 ebenda) war ein deutscher Kaufmann, Politiker und Bürgermeister von Elberfeld.

## Leben
Johannes Plücker war von 1769 bis 1771, sowie 1776, 1779 und 1783 Ratsverwandter im Kipdorf zu Elberfeld. Er wurde in den Jahren 1763, 1765, 1769, 1770, 1771 und 1773 zum Bürgermeister vorgeschlagen, und dann 1774 und 1781 in dieses Amt gewählt. 1775 und 1782 war er Stadtrichter.
Plücker war Nachfahre des am 21. Juni 1589 in die Garnnahrung aufgenommenen Heinrich Plücker. Die Familie Plücker, vermutlich aus Aachen stammend, prägte die Gemeinde über Jahrhunderte, gehörte der Elberfelder reformierten Gemeinde seit ihrer Gründung 1552 an, und war bis zum Beginn des 19. Jahrhunderts in Elberfeld im Garnhandel und Garnbleichen aktiv. Er war der Sohn von Johann(es) Werner(us) Plücker (1698–1783), Kaufmann, Gemeinsmann und Ratsverwandter in Elberfeld, und der Anna Maria geb. Olpe (1692–1739). Johannes Plücker heiratete am 9. Juni 1761 in Gräfrath Katharina Gertrud auf der Heyden (1737–1809), der Tochter des Elberfelder Bürgermeisters Johann Jakob auf der Heyden, mit der er einen Sohn und eine Tochter zeugte. Sein Enkel Julius Plücker war Professor der Mathematik und Physik, und sein Urenkel Albert Plücker Professor der Medizin und Chirurg.
Nach 1784 erwarb Johannes Plücker das vor den Toren Elberfelds im Herzogtum Berg gelegene Schloss Lüntenbeck vom Freiherrn von (dem) Bottlenberg. Nach dem Tod Johannes Plückers ging Schloss Lüntenbeck über in das Eigentum seines Schwiegersohns, des Königlich Preußischen Konsistorial- und Regierungsrates Karl Ludwig Pithan.